# Омока
Омока (англ. Omoka) — самое крупное из двух основных поселений на атолле Пенрин на островах Кука. В нем находится Совет острова Пенрин, он расположен на острове Моанануи на крайнем западе атолла Пенрин.
Через небольшую деревню проходят две главные дороги с четырьмя соединяющими дорогами, одна из которых обозначает конец деревни, где заканчивается земля. В нем проживает от 100 до 200 жителей, и он включает в себя примерно 150 зданий, в том числе здание совета островов, больницу Пенрин и христианскую церковь островов Кука.